# Quận Las Animas, Colorado
Quận Las Animas là một quận thuộc tiểu bang Colorado, Hoa Kỳ.
Quận này được đặt tên theo tên tiếng Tây Ban Nha Mexico của sông Purgatoire, ban đầu được gọi là El Río de las Ánimas Perdidas en Purgatorio, có nghĩa "sông của những linh hồn bị mất ở Purgatory.". Theo điều tra dân số của Cục điều tra dân số Hoa Kỳ năm 2000, quận có dân số 15.207 người . Quận lỵ đóng ở Trinidad.

## Địa lý
Theo Cục điều tra dân số Hoa Kỳ, quận có diện tích 12.368 km2, trong đó có 7 km2 là diện tích mặt nước. Đây là quận có diện tích lớn nhất trong các quận tại Colorado.